# Cicer montbretii
Cicer montbretii är en ärtväxtart som beskrevs av Hippolyte François Jaubert och Édouard Spach. Cicer montbretii ingår i släktet kikärter, och familjen ärtväxter. Inga underarter finns listade i Catalogue of Life.